# Hans Demeter
Hans Demeter (* 27. Dezember 1905 in München; † 12. Mai 1993 ebenda) war ein deutscher Politiker (SPD).
Demeter besuchte die Volks- und Handelsschule und war anschließend Volontär bei einer Bank in Rumänien. 1925 trat er als Angestellter in eine Münchner Margarinefabrik ein, in der er später Prokurist wurde. Ebenfalls 1925 wurde er Mitglied der SPD, nachdem er schon 1919 der sozialistischen Arbeiterjugend beitrat. 1933 gehörte er der Widerstandsbewegung an, wurde dabei von der Gestapo mehrfach vernommen, die auch sein Haus durchsuchte. Ab 1939 war er als selbstständiger Kaufmann tätig und Mitinhaber einer Münchner Talgschmelze. 1942 wurde er in den Kriegsdienst eingezogen, er geriet dabei in sowjetische Kriegsgefangenschaft. 1948 wurde er entlassen, zu diesem Zeitpunkt war er zu 50 Prozent kriegsbeschädigt. Sein Betrieb war vollständig von Bomben zerstört worden. 1949 erhielt er eine neue Stelle als Pächter und Leiter der Münchner Tierkörperverwertungsanstalt. Von 1950 bis 1970 gehörte er als direkt gewählter Abgeordneter dem Bayerischen Landtag an.
Demeter war am 17. Mai 1963 mit dem Bayerischen Verdienstorden ausgezeichnet worden.